# 타나카 쇼스케
타나카 쇼스케(일본어: 田中 勝介: ?-? )는 에도시대 초기 교토의 무역상이었다. 일본인 최초로 아메리카 대륙에 건너갔으며, 태평양을 횡단왕복했다. 에스파냐와의 통상(通商)을 시도하여 미주로 건너갔지만, 통상에 관한 합의는 이루지 못했다. 다만 합의에 이르지 못한 것은 에스파냐측 외교관 세바스티안 비즈카이노와 오고쇼 이에야스 사이에 이루어진 협의의 결과였기에 타나카 쇼스케의 책임은 아니었다. 귀국 후 이에야스에게 포도주와 나사를 헌상한 것이 『슨푸기』 경장 16년 7월 22일 기사에 기록되어 있다. 또한 정이대장군 히데타다에게도 오색나사, 포도주, 헬레스주를 헌상했다고 한다.
경장 14년(1609년) 9월 30일, 제13대 필리핀 총독 로드리고 데 비베로가 누에바에스파냐(오늘날의 멕시코)로 귀임하던 길에 가즈사국 이와아타촌(오늘날의 지바현 온주쿠정)에 표착해 탑승자 317명이 촌민들에게 구조되었다. 이에야스의 측근이자 재정가였던 고토 쇼자부로가 중재하여 로드리고 등은 누에바에스파냐로의 귀항이 허가되었다. 이런 사정으로 경장 15년(서기 1610년) 8월 1일, 이에야스의 명을 받은 타나카 쇼스케 등 사절단 21인이 로드리고와 동행하여 산 부에나 벤투라호를 타고 출항하게 된 것이다. 배는 동년 11월 13일 누에바에스파냐에 도착했다.
타나카는 누에바에스파냐 부왕 루이스 데 벨라스코가 파견한 답례사 세바스티안 비즈카이노와 함께 1611년 3월 22일 아카풀코를 출항했다. 사절단 중 알론소 무뇨스 신부는 이에야스의 사절로서 에스파냐 본국으로 향했고, 3명은 누에바에스파냐에 눌러살기로 하여 귀국하 것은 타나카 쇼스케 등 17인이었다. 동년 6월 10일 사가미국 우라가(오늘날의 가나가와현 요코스카시)에 도착했다. 비스카이노는 에스파냐 국왕 펠리페 3세의 친서를 지참하여 전권대사의 권한을 가지고 있었더 것으로 알려졌다. 비스카이노는 타나카가 세례를 받아 세례명을 프란시스코 데 벨라스코라고 했으며, 태평양을 건너는 도중 선량한 태도로 주위의 존경을 받았다고 기록했다.

## 같이 보기
- 기리시탄
- 쇄국정책